# Lijst van trainers van Ajax (vrouwen)
Deze lijst omvat de voetbalcoaches die de vrouwen van de Nederlandse club Ajax hebben getraind van 2012 tot op heden.
| Seizoen | Trainer(s)        | Prijzen                        | Bijzonderheden           |
| ------- | ----------------- | ------------------------------ | ------------------------ |
| 2025/26 | Anouk Bruil       |                                | 0                        |
| 2024/25 | Hesterine de Reus |                                | 0                        |
| 2023/24 | Suzanne Bakker    | KNVB Beker                     | 0                        |
| 2022/23 | Suzanne Bakker    | Landskampioenschap             | 0                        |
| 2021/22 | Danny Schenkel    | KNVB Beker                     | 0                        |
| 2020/21 | Danny Schenkel    | Eredivisie Cup                 | 0                        |
| 2019/20 | Danny Schenkel    |                                | 0                        |
| 2018/19 | Benno Nihom       | KNVB Beker                     | 0                        |
| 2017/18 | Benno Nihom       | Landskampioenschap, KNVB Beker | 0                        |
| 2016/17 | Ed Engelkes       | Landskampioenschap, KNVB Beker | 0                        |
| 2015/16 | Ed Engelkes       |                                | 0                        |
| 2014/15 | Ed Engelkes       |                                | 0                        |
| 2013/14 | Ed Engelkes       | KNVB Beker                     | 0                        |
| 2012/13 | Ed Engelkes       |                                | Eerste hoofdtrainer ooit |